# Ármannsson
Ármannsson ist ein männlicher isländischer Name.

## Herkunft und Bedeutung
Der Name ist ein Patronym und bedeutet Ármanns Sohn. Die weibliche Entsprechung ist Ármannsdóttir (Ármanns Tochter).

## Namensträger
- Birgir Ármannsson (* 1968), isländischer Politiker
- Bjarni Ármannsson (* 1968), isländischer Manager